# Diethart Kerbs
Diethart Kerbs  (* 19. August 1937 in Berlin; † 27. Januar 2013 ebenda) war ein deutscher Kunstpädagoge und Kultur- und Fotohistoriker.

## Leben
Kerbs studierte Kunst- und Werkerziehung in Berlin (West), dann Pädagogik, Politikwissenschaft, Soziologie und Völkerkunde an den Universitäten Erlangen, Tübingen und Göttingen. Danach wurde er 1963 „Verwalter einer wissenschaftlichen Assistentenstelle“ bei Hartmut von Hentig am Pädagogischen Seminar der Universität Göttingen. Kerbs gehörte 1964 zu den Mitbegründern der Burg-Waldeck-Festivals und war Mitarbeiter der Zeitschrift song. 1974 promovierte an der Bremer Universität. Er war ab 1969 Dozent und ab 1974 Professor an der Pädagogischen Hochschule in Berlin-Lankwitz. Von 1980 bis 2006 lehrte er an der Hochschule der Künste (seit 2001: Universität der Künste) in Berlin. Er wurde 2003 pensioniert und lebte bis zu seinem Tod in Charlottenburg und Peenehagen/Mecklenburg.
Kerbs war Mitinitiator des Werkbundarchivs, Mitbegründer der Neuen Gesellschaft für Bildende Kunst sowie Mitbegründer der Berliner Geschichtswerkstatt. Bleibende Verdienste erwarb sich Kerbs um die noch junge Disziplin der Fotogeschichte. An die Hochschule der Künste berufen, erforschte und edierte er die Ikonographie des 20. Jahrhunderts. Mit seinen Forschungen zur Arbeiterfotografie oder zu den revolutionären Kämpfen im Berliner Zeitungsviertel gehörte Kerbs zu den wichtigen Vertretern der Visual History.
Anlässlich seines 70. Geburtstages wurde vom Klartextverlag ein Band mit biografischen Texten von Kerbs veröffentlicht. Diese Sammlung enthält 16 Biographien von bisher kaum bekannten Personen der deutschen Linken, allesamt „Wahlverwandte“ von Diethart Kerbs: Alexander Schwab, Karl Schröder, John Graudenz, Alexandra Ramm-Pfemfert, Fritz Drach, Max Hoelz, Simon Guttmann, Babette Gross, Günter Reimann, Walter Reuter, Theo Pinkus, Hans Namuth & Georg Reisner, Eva Siao, Kurt Kretschmann, Julius H. W. Kraft, Léon Schirmann.
Die letzte Ruhestätte von Diethart Kerbs ist auf dem Dorotheenstädtischen Friedhof in Berlin (Grablage CU4-4-A). Sein wissenschaftlicher Nachlass wurde in die Sammlung MARZONA aufgenommen.
Kerbs war Vorsitzender des „Kultur-Landschaft e. V.“, der alle zwei Jahre den „Ludwig-Wegener-Preis“ verleiht. „Er wird vergeben an Menschen oder Menschengruppen in Mecklenburg-Vorpommern, die sich in besonderer Weise um die Erhaltung der Kulturlandschaft, insbesondere im Zusammenwirken von Denkmalpflege und Naturschutz / Landschaftsschutz, verdient gemacht haben.“

## Veröffentlichungen (Auswahl)
- Das Ende der Höflichkeit. Für eine Revision der Anstandserziehung. Juventa, München 1970 (Mitautor)
- Die hedonistische Linke. Luchterhand, Neuwied 1971 (Herausgeber)
- Fidus. 1868–1948, Zur ästhetischen Praxis bürgerlicher Fluchtbewegungen. Rogner und Bernhard: München 1972, ISBN 3-920802-86-1 (mit Janos Frecot und Jonas Geist)
- Historische Kunstpädagogik. DuMont: Köln 1976
- Beiträge zur Theorie der ästhetischen Erziehung. Bremen 1979 (Zugl. Diss. Universität Bremen 1979)
- Edition Photothek, 30 Bände. Dirk Nishen, Berlin 1983/91. (Herausgeber)
- Die Gleichschaltung der Bilder. Zur Geschichte der Pressefotografie 1930-1936. Frölich & Kaufmann, Berlin 1983. (mit Walter Uka und Brigitte Walz-Richter)
- Hans Namuth, Georg Reisner: Spanisches Tagebuch 1936. Verlag Dirk Nishen: Berlin 1986 (Herausgeber)
- Mai, Karl Heinz, Kerbs, Diethart, Mai, Karl Detlef. Anfangsjahre: Leipzig 1945 bis 1950. Berlin: Nishen Verlag in Kreuzberg, 1986.
- Sommertage, Friedenstage: Berlin 1945 – Robert Capa. Nishen-Verlag, Berlin 1986 (Herausgeber), ISBN 3-88940-216-X.
- Das Bildarchiv I. Rettet die Bilder! Berlin 1988 (Herausgeber)
- Willi Münzenberg. (= Zeitgenossen I) Nishen-Verlag: Berlin 1988 (mit Walter Uka)
- Robert Jungk (= Zeitgenossen II), Berlin 1988 (mit Mathias Greffrath)
- Revolution und Fotografie, Berlin 1918/19. Verlag Dirk Nishen: Berlin 1989 (Hg mit Andreas Hallen)
- Walter Reuter: 60 Jahre Fotografie und Film. Argon, Berlin; Madrid; Mexiko 1990 (Herausgeber)
- Berlin 1932. Das letzte Jahr der ersten deutschen Republik. Politik, Symbole, Medien. Edition Hentrich, Berlin 1992 (mit Henrick Stahr)
- Fotografie und Gedächtnis. Drei Bände: Brandenburg, Mecklenburg-Vorpommern, Sachsen-Anhalt. bebra, Berlin 1997. (mit Sophie Schleußner)
- Handbuch der deutschen Reformbewegungen 1880 bis 1933. Peter Hammer Verlag, Wuppertal 1998 (Hg mit Jürgen Reulecke)
- Auf den Straßen von Berlin. Der Fotograf Willy Römer 1887–1979. Bönen/Westfalen 2004, ISBN 3-937390-31-6 
Katalog zur gleichnamigen Ausstellung im Deutschen Historischen Museum Berlin (27. Oktober 2004 – 27. Februar 2005) (Herausgeber)
- Fotografie und Bildpublizistik in der Weimarer Republik. Kettler, Bönen/Westfalen 2004 (mit Walter Uka)
- Lebenslinien. Deutsche Biographien aus dem 20. Jahrhundert. Klartext, Essen 2007
- Alexander Schwab (1887–1943) Architekturtheoretiker, politischer Pädagoge, Rätekommunist, Schriftsteller und Widerstandskämpfer. In IWK[5]
- Botschaften von Überlebenden: Vorbemerkungen zur Geschichte der Arbeiterfotografie. In: Baumgartner / Wedemeyer-Kolwe (Hg:): Aufbrüche, Seitenpfade, Abwege. Festschrift für Ulrich Linse. Würzburg 2004, S. 45–57
- Es gibt ein Bürgerrecht auf Geschichte. In: Scheidewege, Jahresschrift für skeptisches Denken. 39. Jg. 2009/2010, S. 74–82.

## Ehrungen
Zu seinem 70. Geburtstag wurden 2007 im Klartext-Verlag Essen drei Bände in gleicher Gestaltung über, von und für Diethart Kerbs herausgegeben:
- Jürgen Reulecke und Norbert Schwarte (Hrsg.): Anstöße. Diethart Kerbs als Kunstpädagoge, Fotohistoriker und Denkmalschützer. Eine Zusammenstellung… Essen: Klartext 2007. ISBN 978-3-89861-798-7.
- Diethart Kerbs: Lebenslinien. Deutsche Biographien aus dem 20. Jahrhundert. Mit einem Nachwort von Arno Klönne. Essen: Klartext 2007. ISBN 978-3-89861-799-4.
- Jürgen Reulecke und Norbert Schwarte (Hrsg.): Momentaufnahmen. Weggefährten erinnern sich. Essen: Klartext 2007. ISBN 978-3-89861-800-7.